# Nullità (ordinamento penale italiano)
Le nullità, nel processo penale, sono disciplinate dal capo VII del libro II (Atti) del codice di procedura penale.

## Tassatività
Ex art. 177 c.p.p., l'inosservanza delle disposizioni stabilite per gli atti del procedimento è causa di nullità soltanto nei casi previsti dalla legge.

## Nullità di ordine generale
Ex art. 178 c.p.p., è sempre prescritta a pena di nullità l'osservanza delle disposizioni concernenti:
- le condizioni di capacità del giudice e il numero dei giudici necessario per costituire i collegi stabilito dalle leggi di ordinamento giudiziario;
- l'iniziativa del pubblico ministero nell'esercizio dell'azione penale e la sua partecipazione al procedimento;
- l'intervento, l'assistenza e la rappresentanza dell'imputato e delle altre parti private nonché la citazione in giudizio della persona offesa dal reato e del querelante.

## Nullità assolute
Ex art. 179 c.p.p., sono insanabili e sono rilevate di ufficio in ogni stato e grado del procedimento:
- le nullità concernenti le condizioni di capacità del giudice e il numero dei giudici necessario per costituire i collegi stabilito dalle leggi di ordinamento giudiziario;
- le nullità concernenti l'iniziativa del pubblico ministero nell'esercizio dell'azione penale;
- le nullità derivanti dalla omessa citazione dell'imputato o dall'assenza del suo difensore nei casi in cui ne è obbligatoria la presenza.

Sono altresì insanabili e sono rilevate di ufficio in ogni stato e grado del procedimento le nullità definite assolute da specifiche disposizioni di legge.

## Regime delle altre nullità di ordine generale
Ex art. 180 c.p.p., le nullità di ordine generale, che non siano qualificate anche come nullità assolute, sono rilevate anche di ufficio, ma non possono più essere rilevate né dedotte dopo la deliberazione della sentenza di primo grado ovvero, se si sono verificate nel giudizio, dopo la deliberazione della sentenza del grado successivo.

## Nullità relative
Ex art. 181 c.p.p., le nullità diverse da quelle di ordine generale e da quelle assolute speciali, sono dichiarate su eccezione di parte.
Le nullità concernenti gli atti delle indagini preliminari e quelli compiuti nell'incidente probatorio e le nullità concernenti gli atti dell'udienza preliminare devono essere eccepite prima che sia pronunciato il provvedimento previsto all'articolo 424. Quando manchi l'udienza preliminare, le nullità devono essere eccepite entro il termine previsto dall'articolo 491 comma 1.
Le nullità concernenti il decreto che dispone il giudizio ovvero gli atti preliminari al dibattimento devono essere eccepite entro il termine previsto dall'articolo 491 comma 1. Entro lo stesso termine, ovvero con l'impugnazione della sentenza di non luogo a procedere, devono essere riproposte le nullità eccepite a norma del primo periodo del comma 2, che non siano state dichiarate dal giudice.
Le nullità verificatesi nel giudizio devono essere eccepite con l'impugnazione della relativa sentenza.

## Deducibilità delle nullità
Ex art. 182 c.p.p., le nullità previste dagli articoli 180 e 181 non possono essere eccepite da chi vi ha dato o ha concorso a darvi causa ovvero non ha interesse all'osservanza della disposizione violata.
Quando la parte vi assiste, la nullità di un atto deve essere eccepita prima del suo compimento ovvero, se ciò non è possibile, immediatamente dopo.
Negli altri casi la nullità deve essere eccepita entro i termini previsti dagli articoli 180 e 181 commi 2, 3 e 4.
I termini per rilevare o eccepire le nullità sono stabiliti a pena di decadenza.

## Sanatorie generali delle nullità
Ex art. 183 c.p.p., salvo che sia diversamente stabilito, le nullità sono sanate:
- se la parte interessata ha rinunciato espressamente ad eccepirle ovvero ha accettato gli effetti dell'atto;
- se la parte si è avvalsa della facoltà al cui esercizio l'atto omesso o nullo è preordinato.

## Sanatoria delle nullità delle citazioni, degli avvisi e delle notificazioni
Ex art. 184 c.p.p., la nullità di una citazione o di un avviso ovvero delle relative comunicazioni e notificazioni è sanata se la parte interessata è comparsa o ha rinunciato a comparire.
La parte la quale dichiari che la comparizione è determinata dal solo intento di far rilevare l'irregolarità ha diritto a un termine per la difesa non inferiore a cinque giorni.
Quando la nullità riguarda la citazione a comparire al dibattimento, il termine non può essere inferiore a quello previsto dall'articolo 429.

## Effetti della dichiarazione di nullità
Ex art. 185 c.p.p., la nullità di un atto rende invalidi gli atti consecutivi che dipendono da quello dichiarato nullo.
Il giudice che dichiara la nullità di un atto ne dispone la rinnovazione, qualora sia necessaria e possibile, ponendo le spese a carico di chi ha dato causa alla nullità per dolo o colpa grave.
La dichiarazione di nullità comporta la regressione del procedimento allo stato o al grado in cui è stato compiuto l'atto nullo, salvo che sia diversamente stabilito. Tale disposizione non si applica alle nullità concernenti le prove.

## Inosservanza di norme tributarie
Ex art. 186 c.p.p., quando la legge assoggetta un atto a una imposta o a una tassa, l'inosservanza della norma tributaria non rende inammissibile l'atto né impedisce il suo compimento, salve le sanzioni finanziarie previste dalla legge.